# Saint-Philibert (Ar Mor-Bihan)
Saint-Philibert (en bretó Sant-Filberzh) és un municipi francès, situat a la regió de Bretanya, al departament d'Ar Mor-Bihan. L'any 2006 tenia 1.442 habitants.

## Demografia
| 1962                                       | 1968 | 1975  | 1982  | 1990  | 1999  |  |
| ------------------------------------------ | ---- | ----- | ----- | ----- | ----- |  |
| 826                                        | 843  | 1.037 | 1.020 | 1.187 | 1.258 |  |
| Des de 1962: població sense dobles comptes |      |       |       |       |       |  |

## Administració
| Període   | Identitat       | Partit |
| --------- | --------------- | ------ |
| 2001-2008 | Patrick Lalanne |        |
| 2008-     | Didier Robic    |        |